# Utnefjorden
Utnefjorden er en del af Hardangerfjorden i Ullensvang kommune i Vestland fylke i Norge. Fjorden går 6 kilometer mod sydøst fra enden af Indre Samlafjorden til der hvor Hardangerfjorden deler sig i Sørfjorden og Eidfjorden. Nord for Utnefjorden ligger Granvinsfjorden som går mod nordøst. Landsbyen Utne ligger halvvejs langs fjorden på den  sydvestlige side og har givet navn til fjorden.
Fjorden har det ydre indløb mellem Streitet nord for Utne og Tjoflot på den nordlige   side. I den anden  ende slutter fjorden mellem Trones i sydvest og Slåttenes i nordøst. Lige sydøst for fjorden ligger Kinsarvik. På hver side af fjorden ligger to høje fjelde: Grimsnuten på 1.233 meter over havet ligger syd for Utne, mens Oksen på 1.241 meter over havet ligger ved Tjoflot.
Fra Utne går der færge mod nord til til Kvanndal og mod syd til Kinsarvik.